# Jean Mer
Jean Mer, francoski general, * 29. november 1885, † 17. september 1949.

## Glej udi
- seznam francoskih generalov